# Вечірній Київ
«Вечі́рній Ки́їв» — україномовна щоденна громадсько-політична газета Києва. Наразі функціонує в якості суспільно-політичного інтернет-ЗМІ.

## Історія

### «Вечерняя газета» та «Комунар»
Напередодні 2006 року в газеті «Україна молода» з'явилося поздоровлення зі столітнім ювілеєм «вечірки», згідно з яким історію газети «Вечірній Київ» потрібно відлічувати з 21 грудня 1905 (3 січня 1906) року. Цього дня в місті вийшов друком перший номер міської вечірньої газети під назвою — рос. «Вечерняя газета». В ньому, зокрема, була інформація про хід революції 1905 року, за що царською владою наклад було конфісковано, а газету закрито «за шкідливий напрямок».
У 1913 році випуск рос. «Вечерней газеты» поновлено. Вона подавала широку інформацію про життя міста та імперії, друкувала літературні твори.
Редакція рос. «Вечерней газеты» розташовувалася на вулиці Великій Васильківській, 61. Видання проіснувало до 1917 року.
Києвознавець Михайло Кальницький зазначає: «110-та річниця знаменує взагалі започаткування вечірньої преси у Києві». Окрім «Вечерней газеты» в Києві на початку XX століття видавалися й інші вечірні міські газети, наприклад, російськомовні «Вечер», «Вечерние новости», «Вечерние огни», «Вечерние отклики», «Вечерний голос», «Вечерний курьер», «Вечерняя жизнь», вечерний выпуск «Последних новостей» и «Южной копейки».
Той же Михайло Кальницький у своїй статті зазначає, що це була не перша спроба «постарити» «Вечірній Київ». У вересні 1988 року бюро міськкому партії штучно продовжило генеалогію газети до більш давньої радянської вечірньої газети «Комунар», котра почала виходити в Києві 21 лютого 1919 року.
Починаючи з 2016 року у газеті почали зазначати дату 21 грудня 1905 (3 січня 1906) року як день заснування.

### Російськомовний «Вечерний Киев»
1 березня 1927 року вийшов перший номер органу Київського міськкому КПУ(б) і Київської міської ради під назвою рос. «Вечерний Киев». Ця газета виходила до 1 лютого 1930 року російською мовою.
Зазнала цензурних репресій за оприлюднення публіцистики видатних українських і російських письменників. Зокрема, 29 січня 1929 року київська «вечірка» надрукувала оглядову статтю Осипа Мандельштама «Віяло герцогині», де він схарактеризував поведінку критиків як «зовсім ганебний і комічний приклад „непомічання“ значної книги». Вона стала одним із перших в СРСР видань, які відгукнулися на публікацію роману Ільфа і Петрова «Дванадцять стільців».
Зрештою, ця газета була закрита сталінською владою.
Протягом 1932—1939 років київське вечірнє видання виходило під назвою «Більшовик».

### «Вечірній Київ»
Перший номер українськомовного «Вечірнього Києва» побачив світ 1 червня 1951 року українською мовою в статусі органу Київського міського комітету Комуністичної партії України та Київської міської Ради народних депутатів. У 50-х роках і надалі газета виходила 6 раз на тиждень.
Певний час київська «Вечірка» відлічувала свій вік саме від січня 1951 року, адже відтоді і донині виходить безперервно.
У 1990 році, завдяки зусиллям головного редактора Віталія Карпенка — народного депутата України (тоді — УРСР) І скликання — «Вечірній Київ» став незалежним денником. У 1991 році, під час путчу, газета 19 та 20 серпня повністю підтримала «ГКЧП» (ДКНС), але з 21 серпня змінила позицію на 180 градусів і значною мірою вплинула на прийняття Верховною Радою УРСР, під тиском сотень тисяч киян та громадян інших регіонів, Акта проголошення незалежної України 24 серпня 1991 року.

### Часи«хрущовської відлиги»
Під час «хрущовської відлиги» наприкінці 1950-х — початку 1960-х років до співробітництва з «Вечірнім Києвом» було залучено провідних українських письменників і поетів — Юрія Яновського, Олександра Довженка, Миколу Бажана, Олеся Гончара, Михайла Стельмаха, Степана Олійника, Андрія Малишка.
Протягом 1960–1963 років у суботніх номерах «Вечірнього Києва» вміщувалися статті Максима Рильського з циклу «Вечірні розмови» (перша публікація від 5 листопада 1960 року під назвою «Святковий подарунок», у ній йшла мова про відкриття першої дільниці першої черги Київського метрополітену). Максим Рильський звертається у «Вечірніх розмовах» до різних жанрів — від новели «Коротка новела» (14 грудня 1960 року) і нарисів про українських митців («Останнє полювання», 23 січня 1961 року — про Амвросія Бучму, «Такі люди не забуваються», 8 березня 1961 року — про Михайла Донця тощо) до філософських роздумів «Моє й наше» (20 травня 1961 року), «Почуття земляцтва» (10 березня 1962 року).
«Вечірні розмови» Максима Рильського, надруковані у «Вечірньому Києві», дотепер є класикою української журналістики, їх досі вивчають на факультетах журналістики вишів країни.

### 1970-тіта1980-ті
1977 року «Вечірній Київ» нагороджено орденом Трудового Червоного Прапора. З 1 січня 1978 року газета стала щоденною.
У 1970-х — 80-х роках на сторінках «Вечірнього Києва» публікувалися провідні письменники і журналісти столиці. У «Вечірці» працювали Олександр Швець (у майбутньому — головний редактор газет «Киевские ведомости» і «Факти і коментарі»), Дмитро Гордон (засновник і головний редактор газет «Бульвар» і «Бульвар Гордона»), Володимир Мостовий (у майбутньому — головний редактор газети «Дзеркало тижня»), Павло Позняк (згодом — літературний редактор газети «Дзеркало тижня»).
З 1983 року виходила російськомовна версія.

### Часи«перебудови»
У часи «перебудови» 1985–1990 років «Вечірній Київ», який тоді виходив українською і російською мовами, і загальний тираж одного номера якого сягав 600 тисяч примірників, став одним із найпопулярніших в Україні.
Провідні теми того періоду: демократизація суспільства, боротьба проти усіляких привілеїв партійної номенклатури, українське національне відродження. У ці роки вперше за всю історію міської вечірньої газети почали проводитися загальноміські свята «Вечірнього Києва» на стадіонах і в парках столиці.
Книжка «Бо то не просто мова, звуки…» відомого українського науковця і публіциста Івана Дзюби започаткувала «Бібліотечку „Вечірнього Києва“», у якій до 1999 року видавалися найбільш резонансні публікації газети.
Тодішня редакція газети «Вечірній Київ», очолювана головним редактором і народним депутатом України першого демократичного скликання Віталієм Карпенком, стала «кузнею» журналістських кадрів для багатьох українських видань. Від вересня 1990 року до вересня 2000 року засновником газети було колективне підприємство "Редакція газети «Вечірній Київ».

### Труднощі
Трудовий колектив газети після здобуття незалежності України зіштовхнувся з труднощами нових ринкових умов. Пріоритетними в суспільстві стали теми і напрямки, зумовлені комерціалізацією преси і її залежністю від політико-фінансових структур. Українськомовний «Вечірній Київ» стояв на порозі ліквідації, кілька місяців упродовж 2001 року не виходив узагалі.
Для збереження газети засновницькі права на неї трудовий колектив редакції передав Київраді, яка на сесії у вересні 2001 року створила комунальне підприємство «Редакція газети „Вечірній Київ“». Головним редактором і водночас директором комунального підприємства став Олександр Балабко.

### Оновлення
Перший номер оновленої «Вечірки» вийшов 30 жовтня 2001 року. Спершу газета виходила тричі на тиждень, далі — чотири рази, а з липня 2004 року стала одним із небагатьох видань в Україні, яке виходить щодня — окрім неділі й понеділка. За цей короткий період новоствореному колективу вдалося повернути увагу до колись популярного видання, розширити аудиторію читачів, зацікавлених інформацією про діяльність київської міської влади.
У січні 2003 року вийшов 17-тисячний номер «Вечірнього Києва». Такою кількістю в Україні можуть похвалитися лише декілька періодичних видань. Загальний наклад «Вечірнього Києва» за 2004 рік склав 2 мільйони 700 тисяч примірників. Окрім того, з 2002 року редакція видає додаток «Вечірній Київ плюс».
У листопаді-грудні 2004 року видано 6 спецвипусків «Вечірнього Києва» для інформаційного забезпечення Помаранчевої революції. Газета розповідала про позицію Комітету національного порятунку, Київської міської ради щодо подій в країні. Примірники спецвипусків газети роздавалися серед учасників революції з різних регіонів України, окремі номери вивішувалися на інформстендах наметового містечка. «Вечірній Київ» у ті роки був єдиною українською газетою, що централізовано передплачувалася через ДП «Преса» для українських громадських і культурних осередків Москви.
«Вечірній Київ» звинуватив газети «24» та «15 минут» у плагіаті

### Застій
В 2006 році, після обрання мером Києва Леоніда Черновецького, столична влада розпочала тиск на колектив «Вечірнього Києва» та тематику газети. Головний редактор Олександр Балабко був звільнений з посади. Протягом року в газеті один за одним змінилися кілька виконувачів обов'язків головного редактора. В 2007 році столична влада призначила виконувача обов'язків головного редактора Романа Кострицю. Посилився тиск на газету. За короткий проміжок часу майже весь колектив «Вечірнього Києва» залишив роботу. На зміну їм прийшли люди Леоніда Черновецького та Романа Костриці. Різко змінився й напрямок газети. Вона відмовилася від патріотичної тематики й стала займатися піаром Леоніда Черновецького. Не згодна з таким станом справ частина колишніх працівників «Вечірнього Києва» заснувала нову газету «Вечірній Київ 100». Через фінансові труднощі газета в 2008 році припинила існування.
2015 року «Вечірній Київ» очолив новий виконувач обов'язків головного редактора Максим Філіппов. Проте на колишній рівень газета не повернулася. Видання виходить раз на тиждень і має невеличкий штат.
29 листопада 2018 року вийшов останній друкований випуск газети «Вечірній Київ». За рішенням Київської міської ради відповідно до законодавстра про роздержавлення ЗМІ випуск газети «Вечірній Київ» було припинено.

### Сучасний стан
Наразі функціонує в якості суспільно-політичного інтернет-ЗМІ у форматі сайту.
25 квітня 2024 року Національна Рада з питань телебачення та радіомовлення одноголосно підтримала реєстрацію суб'єкта у сфері друкованого медіа — газету «Вечірній Київ», засновником якої виступив Київський столичний університет імені Бориса Грінченка. 7 червня 2024 року з нагоди Дня журналіста відбулася презентація першого у 2024 році паперового випуску газети «Вечірній Київ» на 36 шпальтах. Редакторкою газети стала журналістка Тамара Куцай.

## Дочірні проєкти
З поміж інших рубрик газета містила дитячу сторінку, яка існувала спочатку під назвою «Кораблик», а потім тривалий час під назвою «Вечірнятко» (ведучою рубрики була Т. Кондратенко). У 1997 році редакцією «Вечірки» було вирішено започаткувати окреме видання для дітей — газету «Я САМ(а)», яка почала виходити друком у видавництві «Київська правда».

## Резонансні публікації

### Матч смерті
21 листопада 1958 року у «Вечірньому Києві» з'явилася стаття Петра Северова «Останній поєдинок» про радянський міф під назвою «Матч смерті». Того ж року вийшла книга під такою ж назвою. Автори — Петро Северів і Наум Халемський — розповідали історію київських динамівців, що залишилися в окупованому місті, працювали на хлібозаводі. А після того, як провели матч із німецькими футболістами й перемогли в ньому, узимку 1943 року частково були розстріляні окупантами.

### Биківнянські могили
У 1988 році київська газета першою розповіла правду про масові поховання у Биківнянському лісі під Києвом, які довгий час приписувалися фашистським карателям. Журналісти «Вечірнього Києва» (Олександр Швець у статті «Таємниця Дарницької трагедії» та Юрій Прилюк у статті «Хіба тільки Биківня?») одними з перших у СРСР написали про те, що це було масове поховання жертв НКВС.

### Судовий процес 1996 року
У 1996 році до суду на «Вечірній Київ» подав міністр оборони України Валерій Шмаров. Причиною стала публікація на сторінках видання статті «Державний переворот», у якій йшлося про нібито намагання Шмарова з групою спільників в обхід Генерального штабу здійснити військову реформу, яка б призвела до втрати контролю над армією. У статті стверджувалося, що армію передбачалося будувати за регіональним принципом та перевести на фінансування за рахунок місцевих бюджетів.

Суд постановив опублікувати спростування та виплатити Шмарову компенсацію, однак газета не виконала вироку суду. Невдовзі після цього випадку Валерій Шмаров подав у відставку. Деталі процесу були згодом описані Віталієм Карпенком у книзі «Суд і осуд».

## Редакція

### Головні редактори
- Токар Хаїм Калманович (1927—1941)[15].
- Карпенко Віталій Опанасович (грудень 1985 — вересень 2000).
- Балабко Олександр Васильович (2001 — 2006).
- Костриця Роман Васильович (2007 — 2015).
- Філіппов Максим Олександрович (2015 — 2022).

#### Чинний головний редактор
- Олена Петришин[16]

### Журналісти
Журналісти «Вечірнього Києва» стали головними редакторами газет «Дзеркало тижня» (Володимир Мостовий), «2000», «Бульвар» (Дмитро Гордон), «Християнська Україна» (Микола Цивірко), «Хрещатик», «Факти і коментарі» та «Киевские ведомости» (Олександр Швець). Багато колишніх співробітників працюють у «Сегодня», «Фактах и комментариях», «Газеті по-українськи» тощо.

### Нагороди
- Орден Трудового Червоного Прапора (1977 року)

## Скандали
У січні 2015 року навколо газети вибухнув скандал через непублікування фінансових звітів головним редактором видання Романом Кострицею. Окрім того, сайт «Вечірнього Києва» перейшов на російську мову. Постійна комісія Київської міської ради з питань культури й туризму ініціювала звертання до мера Києва, голови Київської міської державної адміністрації Віталія Кличка із проханням розглянути кадрове питання й діяльність редакції комунальної газети.

## Власники
У червні 2007 року Київська міська рада вирішила створити «Київський медіахолдинг» у вигляді закритого акціонерного товариства шляхом злиття комунальних підприємств: газет «Хрещатик», «Вечірній Київ», «Українська столиця», телекомпанії «Київ» і радіо «Голос Києва». При цьому 51 % акцій холдингу Київрада вирішила закріпити в комунальній власності, а 49 % акцій, що залишилися, мали стати власністю інвесторів, відібраних на конкурентних засадах.